# さくら学院 2018年度 〜Life 色褪せない日々〜
『さくら学院 2018年度 〜Life 色褪せない日々〜』（さくらがくいん にせんじゅうはちねんど いろあせないひび）は、さくら学院の9thアルバム。2019年3月3日に発売された。なお本作品は、アミューズアーティストオンラインショップ『アスマート』及び、全国のタワーレコード（オンラインショップは除く）のみでの販売となる。

## 概要
初回限定「さくら」・「学院」盤、通常盤の3形態での発売。初回限定「さくら」盤はCD+Blu-ray、初回限定「学院」盤はCD+DVD、通常盤はCDのみ、の商品構成。

## 収録曲
1. 目指せ!スーパーレディー -2018年度-
作詞：森ハヤシ・生田真心、作曲・編曲：藤本功一
2. WONDERFUL JOURNEY
作詞・作曲：藤本記子、編曲：飯田高広・福富雅之
3. ベリシュビッッ
作詞：生田真心、作曲：フジノタカフミ、編曲：原田ナオ
4. ハートの地球
作詞：Tommy february6、作曲・編曲：Shunsaku Okuda
5. ご機嫌！Mr.トロピカロリー
作詞：THEフートルズ、作曲・編曲：和田耕平
6. C'est la vie　/　美術部 Art Performance Unit “trico dolls”
作詞・作曲・編曲：EHAMIC
7. clover / 中等部3年（新谷ゆづみ、麻生真彩、日髙麻鈴）
作詞：山口高始、作曲：ツキダタダシ、編曲・Programming & All Instruments：和田耕平
8. Jump Up 〜ちいさな勇気〜
作詞：Wonderland、作曲・編曲：安岡洋一郎
9. Fairy tale
作詞・作曲・編曲：山口高始
10. FRIENDS
作詞・作曲・編曲：cAnON.
11. Carry on
作詞・作曲：cAnON.、編曲：KOHTA YAMAMOTO
12. 約束の未来
作詞：森由里子、作曲・編曲：Ryo
13. 夢に向かって
作詞：森由里子、作曲・編曲：Ryo

### 初回限定盤映像
Blu-ray（さくら盤）
- 「Fairy tale」 Music Video
- 「Carry on」 Music Video

DVD（学院盤）
- 「さくら学院 2018年度 学年末テスト」